# Cremnocereus
Cremnocereus (лат.) – монотипный род растений семейства Кактусовые (Cactaceae), родом из Боливии. На 2022 год включает один суккулентный вид: Cremnocereus albipilosus M.Lowry & Winberg, 2017.

## Таксономия
Cremnocereus M.Lowry, Winberg & Gut.Romero, первое упоминание в Bradleya 35: 254 (2017).

#### Виды
По данным сайта Plants of the World Online на 2022 год, род включает один подтвержденный вид:
- Cremnocereus albipilosus M.Lowry & Winberg